# Mervana Jugić-Salkić
Mervana Jugić-Salkić (Zenica, 14 de Maio de 1980) é uma ex-tenista profissional bósnia nascida na antiga Iugoslávia.

## WTA Tour finais

### Duplas: 4 (2-2)
| Legenda                           |
| --------------------------------- |
| Grand Slam (0)                    |
| WTA Tour (0)                      |
| Premier Mandatory & Premier 5 (0) |
| Premier (0)                       |
| International (2–2)               |

| Resultado | N. | Data           | Torneio                 | Piso   | Parceira              | Oponentes                               | Placar           |
| --------- | -- | -------------- | ----------------------- | ------ | --------------------- | --------------------------------------- | ---------------- |
| Campeã    | 1. | 5 Janeiro 2004 | Auckland, Nova Zelândia | Saibro | Jelena Kostanić Tošić | Paola Suárez Virginia Ruano Pascual     | 7–6, 3–6, 6–1    |
| Campeã    | 2. | 11 Julho 2005  | Modena, Itália          | Saibro | Yulia Beygelzimer     | Gabriela Navrátilová Michaela Paštiková | 6–2, 6–0         |
| Vice      | 3. | 14 Abril 2008  | Estoril, Portugal       | Saibro | İpek Şenoğlu          | Flavia Pennetta Maria Kirilenko         | 4–6, 4–6         |
| Vice      | 4. | 16 Julho 2012  | Båstad, Suécia          | Saibro | Eva Hrdinová          | Catalina Castaño Mariana Duque Mariño   | 6–4, 5–7, [5–10] |